# Àlvar Alonso Rosell
Àlvar Alonso Rosell, (Figueres, 13 de setembre de 1992) és un jugador d'escacs català que té el títol de Gran Mestre des de 2013. És el millor jugador d'escacs que hi ha hagut mai a Girona després d'haver aconseguit la tercera norma de Gran Mestre l'octubre del 2012. Fou jugador de la Societat Coral Colon de Sabadell i a partir del gener de 2017 del Club Escacs Gerunda, el seu club d'origen. El seu segon és en Jordi Magem.
A la llista d'Elo de la FIDE del març de 2023, hi tenia un Elo de 2567 punts, cosa que en feia el jugador número 12 (en actiu) de l'estat espanyol. El seu màxim Elo va ser de 2572 punts, a la llista de novembre de 2021.

## Resultats destacats en competició
El 2004 participà en el Campionat del món Sub12 a Heraklio (Grècia) on fou 4t-6è (cinquè en el desempat) amb 8 punts d'11 (el campió fou Zhao Nan).
Àlvar Alonso ha guanyat campionats nacionals i estatals en diverses categories per edats. El 2004 fou Campió de Catalunya Sub-12 i d'Espanya Sub-12, el 2005 fou campió de Catalunya Sub-14, el 2006 Campió d'Espanya Sub-14, el 2008 campió de Catalunya Sub-16, el 2008 i 2009 Campió de Catalunya juvenil, el 2009 Campió d'Espanya Sub-18, el 2010 fou campió de Catalunya universitari i el 2011 fou subcampió de Catalunya absolut, per darrere de Marc Narciso.
El 2007 fou tercer al I Obert de Llinars amb 6½ punts de 8, mig punt per darrere del campió Hèctor Mestre.
El 2008 participà en el Campionat d'Europa Sub16 a Herceg Novi (Montenegro) on fou 2n-13è (novè en el desempat) amb 6½ punts de 8 (el campió fou Illia Nyjnyk).
El gener del 2009 va aconseguir la tercera i darrera norma de Mestre Internacional a l'Obert Illes Medes en fer 6 punts de 9 partides i el 50% de punts contra jugadors amb títol de GM o MI. El 2009 fou campió del X Obert Internacional d'Escacs de Figueres Miquel Mas, per davant de Yuri Solodovnichenko, per millor desempat particular.
El 2011 a S'Arenal d'en Castell, a només 19 anys, es va proclamar campió d'Espanya absolut, per damunt de Miquel Illescas, esdevenint el segon jugador més jove en aconseguir-ho per darrere d'Artur Pomar.
El 2014 es va proclamar campió de Catalunya absolut en vèncer a la final el Gran Mestre Marc Narciso.
L'abril de 2016 es proclamà de nou campió de Catalunya després de fer taules en les dues partides a ritme clàssic contra el Mestre Internacional Hipòlit Asis, perdent la primera partida i guanyant la segona a ritme d'actius, i entaulant la primera i guanyant la segona partida a ritme ràpid. El juny de 2016 fou subcampió de l'Obert d'actius Santa Coloma de Queralt (el campió fou Fernando Peralta). L'agost del 2016, a Linares, fou tercer al campionat d'Espanya amb 7 punts (el campió fou Paco Vallejo) i campió absolut d'Espanya de partides ràpides. El juliol de 2016 la Federació Catalana d'Escacs acordà concedir-li l'insígnia de plata que li fou concedida a la Festa Catalana del setembre de 2016 a Mollet del Vallès. El 30 de desembre de 2016, feu a l'Ajuntament de Girona una exhibició de simultànies a cegues davant quatre jugadors del Gerunda (Marc Jordà, Joan Nadal, Joan Blasco i Bernat Xifra) guanyant-les totes en poc més de dues hores amb la finalitat de promoure els escacs a Girona.
El maig de 2018 fou tercer al VIIè Obert de Llucmajor (el campió fou Jaime Santos Latasa).
El desembre de 2018 va guanyar el 5è Festival d'Escacs Sunway de Sitges amb 8 punts sobre 10, mig per damunt de forts Grans Mestres com ara Vassil Ivantxuk i Dmitri Andreikin. El desembre de 2019 fou el primer nacional classificat a l'Obert del Llobregat.
El novembre de 2022 fou subcampió de Catalunya absolut, a Lloret de Mar, per sota de Levan Aroshidze. El desembre de 2022 va tenir una bona actuació al Campionat d'Europa d'escacs blitz a Katowice.